# Jacques Lemare
Gaston Auguste Jacques Lemare est un directeur de la photographie français né le 14 décembre 1912 dans le 7e arrondissement de Paris et mort le 2 juin 1988  à Boulogne-Billancourt.

## Filmographie

### Réalisateur et directeur de la photographie
- 1938 : Les Métallos (court métrage)

### Directeur de la photographie
Au cinéma
- 1937 : La Vie d'un homme de Jean-Paul Le Chanois
- 1938 : Victoire de la vie (Return to Life) de Henri Cartier-Bresson et Herbert Kline
- 1941 : L'Étrange Suzy
- 1946 : Messieurs Ludovic de Jean-Paul Le Chanois
- 1947 : Pour une nuit d'amour
- 1947 : Le Café du Cadran
- 1947 : Non coupable
- 1947 : Les Amants du pont Saint-Jean
- 1949 : Vient de paraître
- 1951 : L'Herbe à la Reyne
- 1951 : La Passante
- 1951 : Ils étaient cinq
- 1952 : Les loups chassent la nuit
- 1952 : Grand Gala
- 1953 : La Môme vert-de-gris
- 1953 : L'Envers du paradis
- 1954 : Rendez-vous avec Paris court-métrage
- 1954 : Les femmes s'en balancent
- 1954 : Votre dévoué Blake
- 1955 : Ça va barder
- 1955 : Je suis un sentimental
- 1956 : Paris Canaille
- 1956 : Je plaide non coupable
- 1957 : Ah ! Quelle équipe
- 1957 : Reproduction interdite
- 1957 : L'Étrange Monsieur Steve
- 1957 : Ces dames préfèrent le mambo
- 1958 : Échec au porteur
- 1959 : L'Île du bout du monde
- 1959 : Croquemitoufle
- 1959 : 125, rue Montmartre
- 1960 : Les Mains d'Orlac (The Hands of Orlac)
- 1962 : Rencontres

À la télévision
- 1956 : En votre âme et conscience, épisode : Le Serrurier de Sannois de  Claude Barma
- 1956 : En votre âme et conscience, épisode : L'Affaire Prado de Jean Prat et Claude Barma
- 1957 : En votre âme et conscience, épisode : L'affaire Gouffé de  Claude Barma
- 1957 : Le Quadrille des diamants de Claude Barma
- 1958 : L'Exécution du duc d'Enghien (téléfilm) (La caméra explore le temps)
- 1958 : En votre âme et conscience :  Les Traditions du moment ou l'Affaire Fualdès de Claude Barma
- 1959 : Les Trois Mousquetaires, dramatique télévisée de Claude Barma
- 1959 : En votre âme et conscience :  L'Affaire Troppmann ou "les Ruines de Herrenfluh" de Claude Barma
- 1959 : Macbeth, de Claude Barma (téléfilm)
- 1959 : La Marquise d'O (téléfilm)
- 1959 : Marie Stuart (de Friedrich Schiller), téléfilm
- 1960 : Du côté de l'enfer (téléfilm)
- 1960 : Montserrat (téléfilm)
- 1960 : Cyrano de Bergerac (téléfilm)
- 1961 : Hors jeu (téléfilm)
- 1961 : Les Templiers (téléfilm) (La caméra explore le temps)
- 1961 : Les Perses (téléfilm)
- 1961 : Le Rouge et le Noir  (de Stendhal), téléfilm
- 1962 : Le Cid (tragi-comédie de Pierre Corneille), téléfilm de Roger Iglésis
- 1962 : Font-aux-cabres (d'après Lope de Vega), téléfilm de Jean Kerchbron
- 1963 : Horace (téléfilm)
- 1963 : Madame Sans-Gêne (téléfilm)
- 1963 : Un coup dans l'aile (téléfilm)
- 1965 : Belphégor ou le Fantôme du Louvre (série télévisée)
- 1966 : Antony (téléfilm)
- 1966 : Un beau dimanche (téléfilm)
- 1967 : La Bonne Peinture (téléfilm)

### Cadreur
- 1939 : La Règle du jeu
- 1942 : Dernier Atout
- 1943 : Le Capitaine Fracasse
- 1943 : Le Corbeau
- 1945 : Falbalas